# العلاقات السودانية الميكرونيسية
العلاقات السودانية الميكرونيسية هي العلاقات الثنائية التي تجمع بين السودان وولايات ميكرونيسيا المتحدة.

## مقارنة بين البلدين
هذه مقارنة عامة ومرجعية للدولتين:
| وجه المقارنة                                              | السودان                     | ولايات ميكرونيسيا المتحدة |
| --------------------------------------------------------- | --------------------------- | ------------------------- |
| المساحة (كم2)                                             | 1.89 مليون                  | 702                       |
| عدد السكان (نسمة)                                         | 40.53 مليون                 | 105.54 ألف                |
| الكثافة السكانية (ن./كم²)                                 | 21.44                       | 15.03 ألف                 |
| العاصمة                                                   | الخرطوم                     | باليكير                   |
| اللغة الرسمية                                             | اللغة العربية، لغة إنجليزية | لغة إنجليزية              |
| العملة                                                    | جنيه سوداني                 | دولار أمريكي              |
| الناتج المحلي الإجمالي (بليون دولار)                      | 117.49 مليار                | 336.43 مليون              |
| الناتج المحلي الإجمالي (تعادل القوة الشرائية) بليون دولار | 176.55 مليار                | 365.27 مليون              |
| الناتج المحلي الإجمالي الاسمي للفرد دولار أمريكي          | 2.41 ألف                    | 3.02 ألف                  |
| الناتج المحلي الإجمالي للفرد دولار أمريكي                 | 4.07 ألف                    |                           |
| مؤشر التنمية البشرية                                      | 0.479                       | 0.640                     |
| رمز المكالمات الدولي                                      | +249                        | +691                      |
| رمز الإنترنت                                              | سودان                       | .fm                       |
| المنطقة الزمنية                                           | ت ع م+03:00، ت ع م+02:00    |                           |

## منظمات دولية مشتركة
يشترك البلدان في عضوية مجموعة من المنظمات الدولية، منها:
| علم المنظمة | اسم المنظمة                                 | تاريخ انضمام السودان | تاريخ انضمام ولايات ميكرونيسيا المتحدة |
| ----------- | ------------------------------------------- | -------------------- | -------------------------------------- |
|             | البنك الدولي للإنشاء والتعمير               | 5 سبتمبر 1957        | 24 يونيو 1993                          |
|             | يونسكو                                      | 26 نوفمبر 1956       | 19 أكتوبر 1999                         |
|             | وكالة ضمان الاستثمار متعدد الأطراف          | 7 نوفمبر 1991        | 11 أغسطس 1993                          |
|             | الاتحاد الدولي للاتصالات                    | 23 أكتوبر 1957       | 18 مارس 1993                           |
|             | مؤسسة التمويل الدولية                       | 21 أكتوبر 1960       | 24 يونيو 1993                          |
|             | مؤسسة التنمية الدولية                       | 24 سبتمبر 1960       | 24 يونيو 1993                          |
|             | الأمم المتحدة                               | 12 نوفمبر 1956       | 17 سبتمبر 1991                         |
|             | مجموعة دول أفريقيا والكاريبي والمحيط الهادئ | ?                    | ?                                      |
|             | منظمة حظر الأسلحة الكيميائية                | ?                    | ?                                      |
|             | المركز الدولي لتسوية المنازعات الاستشارية   | 9 مايو 1973          | 24 يوليو 1993                          |

## وصلات خارجية
- موقع وزارة الخارجية السودانية